# MY toybox
『MY toybox』（マイ・トイボックス）は北川理恵のベスト・アルバム。2020年11月25日にマーベラスから発売。

## 概要
「Rie Kitagawa プリキュアソングコレクション」の副題がついているように、2015年のテレビアニメ『Go!プリンセスプリキュア』から6年にわたり、プリキュアシリーズのテレビシリーズおよび映画の主題歌やイメージソングを歌い続けてきた北川の楽曲を収録したベスト・アルバムで、北川の誕生日である11月25日に発売された。
発売時放送中の『ヒーリングっど♥プリキュア』オープニングテーマ「ヒーリングっど♥プリキュア Touch!!」をはじめとする主題歌やイメージソングのメドレーアレンジなど13曲に加え、北川作詞の曲を含む新曲2曲を収録している。
「ヒーリングっど♥プリキュア Touch!!」のミュージックビデオを収録したDVDが付属。初回特典として北川本人に加えこれまで関わってきた歴代作品の主人公6人の描き下ろしイラストを用いた差し替えジャケット7種、生ライブ配信イベントの申込券、直筆サイン入りメッセージカードの応募券が付属。また店舗予約特典には北川や作品、ファンの思い出をイメージした歴代作品の主人公の変身前の姿が描かれた「一緒にお出かけ！メモリーズブロマイド」がある。
なお、付属ブックレットとスリーブケースに誤記があることが判明しており、交換対応を行うことが発表されている。

## 収録曲
既発曲の解説は各収録作品を参照のこと。
1. この声が届く先に
作詞：北川理恵、作曲・編曲：高木洋
2. Dokkin♢魔法つかいプリキュア！
作詞：森雪之丞、作曲：奥村愛子、編曲：宮崎誠
  - 『魔法つかいプリキュア!』前期オープニングテーマ
3. ヒーリングっど♥プリキュア Touch!!
作詞：こだまさおり、作曲：高取ヒデアキ、編曲：籠島裕昌
  - 『ヒーリングっど♥プリキュア』オープニングテーマ
4. キラリ☆彡スター☆トゥインクルプリキュア
作詞・作曲：藤本記子（Nostalgic Orchestra）、編曲：福富雅之（Nostalgic Orchestra)
  - 『スター☆トゥインクルプリキュア』オープニングテーマ
5. WINくる！プリキュアミラクルユニバース☆
作詞：青木久美子、作曲・編曲：奥田もとい
  - 『映画 プリキュアミラクルユニバース』エンディングテーマ
6. Circle Love〜サクラ〜
作詞：マイクスギヤマ、作曲・編曲：三好啓太
  - 『映画 プリキュアミラクルリープ みんなとの不思議な1日』テーマソング・挿入歌
7. 桜MISSION〜プリキュアリレーション
作詞：青木久美子、作曲：小杉保夫、編曲：高木洋
  - 『映画 プリキュアドリームスターズ!』オープニングテーマ
8. ドリーミング☆プリンセスプリキュア
作詞：マイクスギヤマ、作曲：山本清香、編曲：多田彰文
  - 『Go!プリンセスプリキュア』前期エンディングテーマ
9. おっかしーなパティスリー
作詞・作曲：藤本記子（Nostalgic Orchestra）、編曲：福富雅之（Nostalgic Orchestra）
  - 『キラキラ☆プリキュアアラモード』イメージソング
10. Rieア・ラ・カルト
メドレー編曲：馬瀬みさき
  1. ドリームガーデン
作詞：山本成美、作曲・編曲：高木洋
    - 『Go!プリンセスプリキュア』イメージソング

  2. リンクル☆メロディーズ
作詞：大森祥子、作曲・編曲：加藤賢二(Team-MAX)
    - 『魔法つかいプリキュア!』イメージソング

  3. Go!Go!GO分咲き女の子
作詞：大森祥子、作曲：Motokiyo、編曲：菊谷知樹
    - 『HUGっと!プリキュア』イメージソング

  4. Starry Story
作詞：藤本記子、作曲：編曲：Lantan
    - 『スター☆トゥインクルプリキュア』イメージソング
11. プリキュア☆彡ハロウィンカーニバル！
作詞：六ツ見純代、作曲・編曲：高木洋
  - 『魔法つかいプリキュア!』イメージソング[注 2]
12. Jewel Music Toy Star
作詞：こだまさおり、作曲：小杉保夫、編曲：高木洋
13. Dokkin♢魔法つかいプリキュア！Part2
作詞：森雪之丞、作曲：奥村愛子、編曲：中村博
  - 『魔法つかいプリキュア!』後期オープニングテーマ
14. 夢は未来への道〜MY toybox Rie Kitagawa Ver.〜
作詞：マイクスギヤマ、作曲・編曲：石塚玲依
  - 『Go!プリンセスプリキュア』後期エンディングテーマ
  - 実際に使われた4バージョンとは別の、本アルバムのために新たに制作したバージョンを収録[3]。
15. 明日笑顔になぁれ！
作詞：青木久美子、作曲・編曲：高木洋
  - 『映画 プリキュアスーパースターズ!』オープニングテーマ
  - この曲の後に数秒の無音部分を挟んだ上で、隠しトラックとして「夢は未来への道」のオルゴールアレンジバージョン（JASRACの登録上（登録コード：211-0652-5、副題22・23）の曲名は「夢は未来への道〜そして続く私の夢、未来への道〜」）が収録されている。

### DVD
1. 「ヒーリングっど♥プリキュア Touch!!」ミュージックビデオ
2. 「ヒーリングっど♥プリキュア Touch!!」ミュージックビデオ特別映像
3. 北川理恵 レコーディングオフショット